# Echinospartum ibericum
Echinospartum ibericum (caldoneira) é uma espécie de planta com flor pertencente à família Fabaceae. 
A autoridade científica da espécie é Rivas Mart., Sánchez Mata & Sancho, tendo sido publicada em Lazaroa 7: 111 (1987).

## Portugal
Trata-se de uma espécie presente no território português, nomeadamente em Portugal Continental, na Serra da Estrela.
Em termos de naturalidade é endémica da Península Ibérica.

## Protecção
Não se encontra protegida por legislação portuguesa ou da Comunidade Europeia.